# Burg Dußlingen
Die Burg Dußlingen, auch Herter genannt, ist die Ruine einer Burg in der Gemeinde Dußlingen im baden-württembergischen Landkreis Tübingen.
Die Burg wurde vermutlich im zweiten Drittel des 13. Jahrhunderts erbaut, worauf auch die im Erdgeschoss vermauerten stauferzeitlichen Buckelquader hinweisen. Besitzer der Burg waren die Herren von Dußlingen, ein Adelsgeschlecht, das sich seit dem 12. Jahrhundert nach dem Ort Dußlingen benannte und zeitweise im Dienste der Pfalzgrafen von Tübingen stand. 1266 wurde die Burg im Besitz der Familie Herter erwähnt, nach der die Burg den Beinamen Herter erhielt. Ihr Wappen war ein rot und weiß geteiltes Schild. 1725 erwarb die Gemeinde Dußlingen das Gebäude, das bis 1949 als Rathaus diente, und heute bewohnt wird.
Von der weiteren Burganlage, von der nur noch Mauerreste mit Buckelquadern erhalten sind, gehörte auch die ebenfalls nicht mehr erhaltene Jakobs-und-Andreas-Kapelle auf dem Graben.